# پتر هوگل
پتر هوگل (به آلمانی: Peter Högl) (زادهٔ ۱۹ اوت ۱۸۹۷ – مرگ ۲ مهٔ ۱۹۴۵) افسر آلمانی اس اس با درجهٔ اوبراشتورمبانفورر و از محافظان آدولف هیتلر بود. او در پایان جنگ جهانی دوم در فورربونکر حضور داشت. در ۲ مهٔ ۱۹۴۵ هنگامی که زیر آتش سنگین برلیناز پل وایدندامر می‌گذشت از ناحیهٔ سر زخمی شد و بر اثر آن جراحت درگذشت.
او که اهل بایرن بود در جنگ جهانی اول شرکت داشت. از ۱۹۱۹ از ارتش جداشده و به پلیس پیوسته بود و از ۱۹۳۳ هم یکی از محافظان هیتلر بود. هوگل در سوزاندن پیکر هیتلر و اوا براون پس از خودکشی ایشان در ۳۰ آوریل مشارکت داشت.